# 春登
春登（しゅんとう、1773年（安永2年）- 1836年（天保7年））は、江戸時代後期の時宗の僧・国学者・万葉学者。春登上人、釈春登とも呼ばれる。俗姓は山本、諱は輪丈（倫丈）、号は花水庵（華水庵）・大麓斎・興徳院。
主な著作として、本草書などをもとに『万葉集』に出てくる動植物の同定（名物学）を論じた『万葉集名物考』、万葉仮名の分類を論じた『万葉用字格』など。

## 生涯
甲府勤番支配山口直郷の子として甲府城下に生まれる。7歳の時、甲斐吉田の西念寺にて出家し、12歳まで同寺で修行する。この間、本居宣長門人の小佐野和泉に国学を学ぶ。その後、藤沢の総本山遊行寺に移り諦如上人に師事する。22歳の時、西念寺に戻り住職となる。
32歳の時から三年間江戸に遊学し、加藤千蔭・村田春海・清水浜臣・小山田与清・狩谷棭斎・山崎美成らと交流する。その他、野村瓜州とも交流した。
以降、武蔵関戸の延命寺の住職、京都二条の聞名寺の住職、京都七条の時宗学寮の学寮主、総本山遊行寺の役寮等を歴任した。晩年から示寂までの10年間は、吉田に帰って隠居し、著述に専念した。

## 主な著作
- 万葉集名物考
- 万葉用字格
- 五十音摘要
- 仮字音便提要
- 和歌革運略図 [5][3]